# NGC 733
NGC 733 је појединачна звезда у сазвежђу Троугао која се налази на NGC листи објеката дубоког неба.
Деклинација објекта је + 33° 3' 21" а ректасцензија 1h 56m 33,8s. Привидна величина (магнитуда) објекта NGC 733 износи 13,6 а фотографска магнитуда 15,3.